# Château de Kéran
Le château de Kéran (ou château de Kerran, château de Kerdréan) est un château français situé à Arradon, dans le Morbihan, en région Bretagne.

## Situation
Le château est situé au lieu-dit Kerran, à environ 400 m à vol d'oiseau des côtes du golfe du Morbihan et, environ 1,8 km au sud-ouest du centre-ville d'Arradon.

## Histoire
Les éléments les plus anciens du château (tour nord-est et grange) semblent remonter au XVe siècle, bien qu'un premier édifice ait pu être construit à cet emplacement dès le XIIIe siècle. Le pigeonnier est édifié au siècle suivant et la chapelle en 1730 pour Jean-Baptiste de Lannion (reconstruite au XIXe siècle).
Au début du XVIIe siècle, Jérôme d'Arradon opère un important agrandissement de son bien, en rajoutant un corps de bâtiment avec lucarnes. Les façades sont continuellement remaniées et de nouvelles ouvertures percées jusqu'au XIXe siècle. Un pavillon, de style Premier Empire, est ajouté à l'est au début du XIXe siècle (probablement entre 1809 et 1816) pour Luc-Edmond de Stappleton.
Les terres de Kéran constituent le berceau de la famille d'Arradon, qui possèdent le château jusqu'en 1640. Il passe ensuite à la famille de Lannion, puis est acquis en 1766 par Luc-Edmond de Stappleton. Le château échoit, en 1842, à la famille Robien. En 1852, le député-maire de Vannes François Jollivet de Castelot l'acquiert. Après les Jollivet-Castelot, le château passe successivement aux familles Gouté de Gudanas et Laporte. 
Une pierre sculptée représentant la tête d'un personnage et un écu à trois faces encastrée au-dessus du linteau de la porte de la ferme située au sud-est du logis (47° 37′ 18″ N, 2° 50′ 44″ O) est inscrite au titre des monuments historiques par arrêté du 21 avril 1955. Les façades et toitures du corps de logis ainsi que celles du pavillon isolé situé dans le jardin sont inscrites au titre des monuments historiques par arrêté du 2 mars 1973.